# هانسبورگ رافل
هانسبورگ رافل (انگلیسی: Hansjörg Raffl؛ زادهٔ ۲۹ ژانویهٔ ۱۹۵۸) لژسوار اهل ایتالیا است.